# اذغان (آذغان)
اذغان (بالفارسية: آذغان) هي منطقة سكنية تقع في إيران في قسم آذغان الریفي. يقدر عدد سكانها بـ 1,132 نسمة .